# Brug 438
Brug 438 is een viaduct in Amsterdam-Noord.
Het is gelegen op het Mosplein. In de jaren zestig werd hier een verhoogd kruispunt aangelegd om het verkeer via ongelijkvloerse kruisingen vanuit Noord naar de IJtunnel te leiden. In het voorjaar 1967 werd gestart met de aanleg van de toekomstige kruising met de Van der Pekstraat, Mosplein en Kamperfoelieweg met de Johan van Hasseltweg. Er kwamen op het Mosplein afritten van de Van Hasseltweg te liggen; de Van Hasseltweg zelf doorsneed het Mosveld.
Om plaatselijk voet- en fietsverkeer niet al te veel te belemmeren (het was de tijd van aparte rijwegen voor snel en langzaam verkeer) werd in de zuidelijke afrit een viaduct in het dijklichaam ingebouwd. Het geheel werd ontworpen door de Dienst der Publieke Werken, maar de specifieke architect is vooralsnog onbekend. Bij een grootscheepse renovatie van het plein in het begin van de 21e eeuw kreeg het viaduct een modernere kleurvoering mee in plaats van het grijze jaren-zestigbeton.

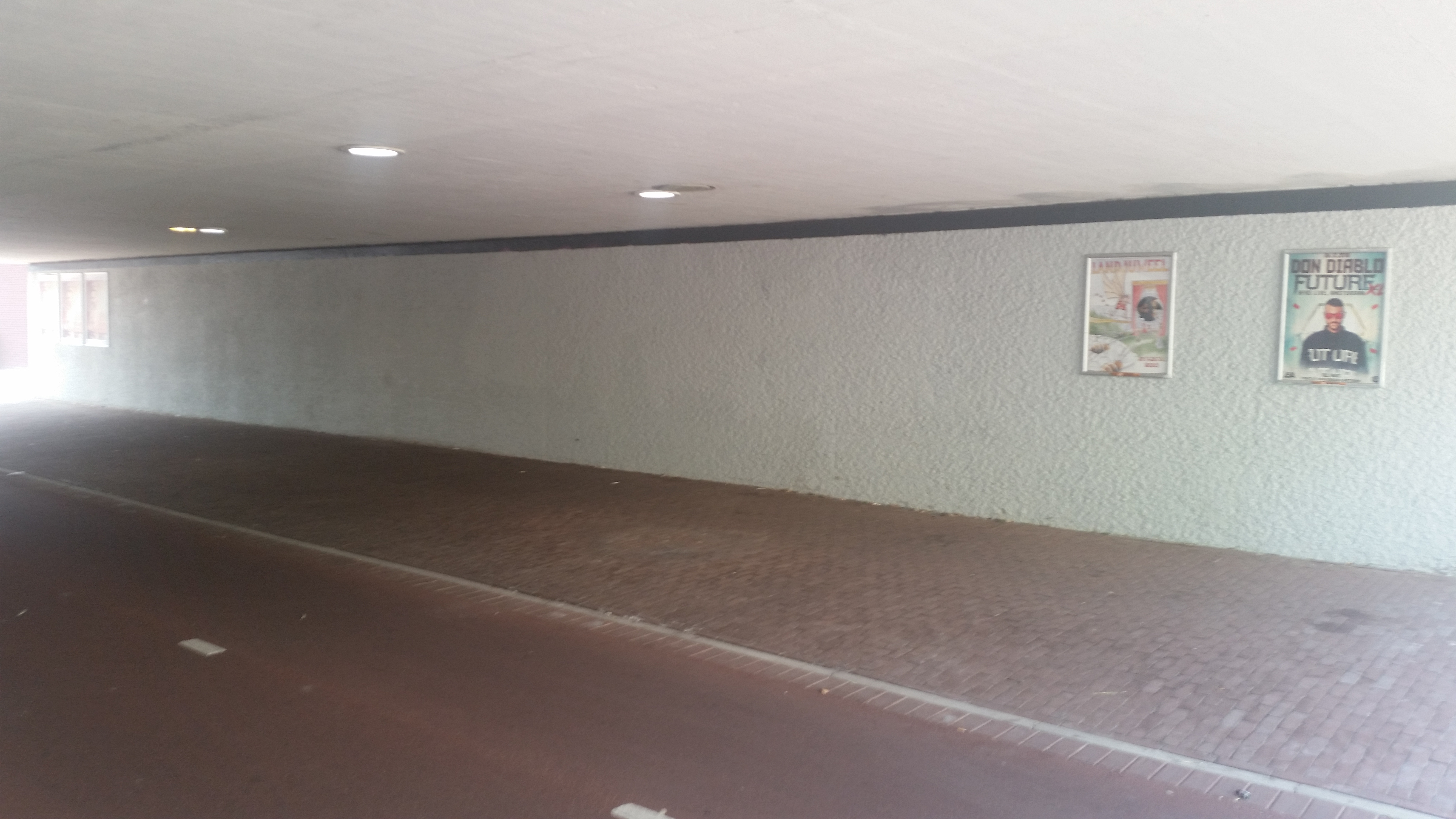
Onderkant van viaduct

<<< · 400 · 401 · 402 · 403 · 404 · 405 · 406 · 407 · 408 · 409 · 410 · 411 · 413 · 414 · 415 · 416 · 417 · 418 · 419 · 420 · 421 · 422 · 423 · 424 · 425 · 427 · 429 · 430 · 431 · 432 · 433 · 434 · 435 · 436 · 437 · 438 · 439 · 440 · 441 · 442 · 443 · 444 · 445 · 446 · 447 · 448 · 449 · 450 · 451 · 452 · 453 · 454 · 455 · 456 · 457 · 458 · 459 · 460 · 461 · 462 · 463 · 464 · 465 · 466 · 469 · 470 · 471 · 472 · 473 · 474 · 475 · 476 · 478 · 479 · 480 · 482 · 483 · 485 · 486 · 487 · 488 · 489 · 490 · 491 · 492 · 493 · 494 · 495 · 496 · 497 · 499 · >>>
Brugnummers 412, 426, 428, 467, 468, 477, 481, 484 en 498 zijn niet (meer) vergeven.